# Taras Wozniak

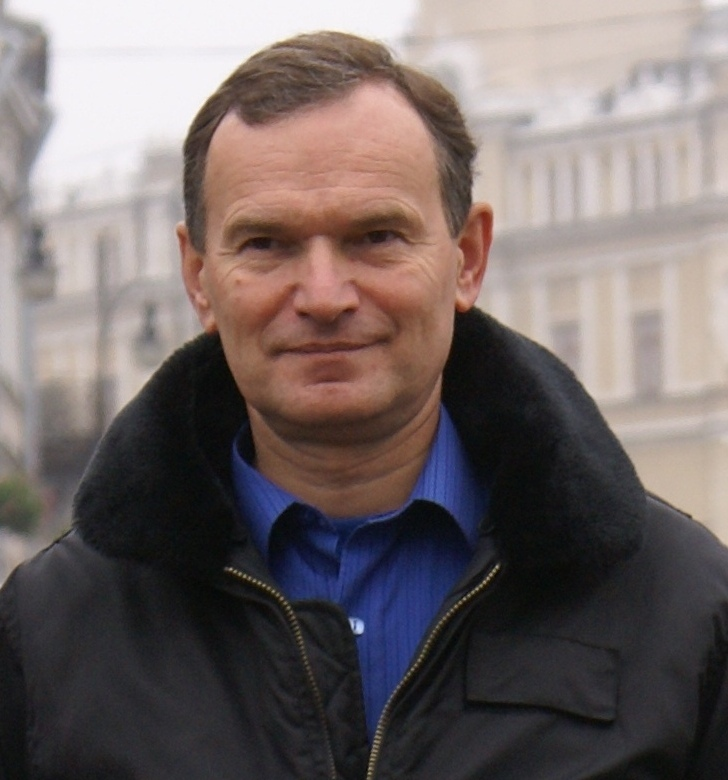
Taras Wozniak

Taras Stepanowytsch Wozniak (ukrainisch Тарас Степанович Возняк, * 11. Mai 1957 im Dorf Swarytschiw Oblast Iwano-Frankiwsk, Ukrainische SSR) ist ein ukrainischer Kulturwissenschaftler, Politikwissenschaftler, Gründer und Herausgeber der unabhängigen Vierteljahresschrift „Ji“. 
Taras Wozniak wurde nach der Heimkehr seines Vaters aus dem Zwangsarbeitslager Magadan geboren, wo er die Jahre 1945 bis 1956 verbrachte. Seine Familie siedelte nach dem Städtchen Broschniw-Ossada in der Oblast Iwano-Frankiwsk um. Er studierte 1974 bis 1979 an der Technischen Hochschule in Lemberg, 1980 bis 1984 diente er in der Sowjetarmee als Offizier. In dieser Zeit beschäftigte er sich mit den Übersetzungen philosophischer Schriften von Edmund Husserl, Roman Ingarden, Gabriel Marcel, Martin Heidegger, Hans-Georg Gadamer und Max Scheler. Nach der Demobilisierung 1984 arbeitete er als Programmierer in der Lemberger Fabrik von Fräsegeräten. Dank des politischen Tauwetters des von Michail Gorbatschow initiierten „Glasnost“ wurde Wozniak Aktivist der Demokratie und nahm an der Organisierung des ersten Streiks in der Ukraine in der Lemberger Fabrik von Fräsegeräten teil. Wozniak knüpfte Kontakte mit der Gruppe der Intellektuellen an, die in den achtziger Jahren in Lemberg wirkte. Er organisierte die Herausgabe illegaler kulturwissenschaftlicher Schriften. Er gab auch die Werke von Bruno Schulz heraus.
1987 begann Wozniak zusammen mit Mykola Jakowina die Herausgabe einer unabhängigen kulturwissenschaftlichen Zeitschrift zu vorbereiten. Den Namen „Ji“ haben der ukrainische Übersetzer Grigori Kotschur und der Sprachwissenschaftler Juri Scheweljow vorgeschlagen. Das erste Heft erschien 1989 unter der Leitung von Taras Wozniak, der die Zeitschrift bis heute leitet. Die ersten fünf Hefte wurden in Wilna dank der Unterstützung seitens der Sąjūdis-Partei vervielfältigt. Die Zeitschrift wurde erst 1995 legalisiert. „Ji“ erscheint gegenwärtig in der Druck- und Internetversion. Sie ist den Menschenrechten, Multikultur, Globalisierung usw. gewidmet. Zumeist handelt es sich um Themenhefte-Anthologien, die oft einzelnen Städten oder Regionen der Westukraine gewidmet sind. Thema sind auch Künstler und Schriftsteller, die eine wichtige Rolle in Galizien spielten, beispielsweise der Schriftsteller Bruno Schulz, der Bildhauer Johann Georg Pinzel und der Maler Zygmunt Haupt. „Ji“ wurde insbesondere in den ersten Jahren des Bestehens von der Heinrich-Böll-Stiftung intensiv finanziert. Die Internet-Version erscheint in Ukrainisch, Englisch, Deutsch und Französisch. 
Außer der Zeitschrift hat Wozniak eine Reihe von Büchern publiziert, darunter immer wieder einige zum galizischen Judentum.
Seit 2016 ist Wozniak Generaldirektor der Lemberger Nationalgalerie.